# Cyclone (альбом)
Cyclone — восьмой студийный альбом немецкой группы электронной музыки Tangerine Dream, изданный в 1978 году на лейбле Virgin Records. Это первый в их творчестве альбом, включающий полноценный вокал и тексты песен.
На обложке альбома изображена картина Эдгара Фрёзе.

## Об альбоме
После того, как Петер Бауман покинул Tangerine Dream, к Эдгару Фрёзе и Кристоферу Франке присоединились Стив Джоллифф и Клаус Крюгер, два музыканта, которых Эдгар Фрёзе знал ещё с шестидесятых годов, причём Стив Джоллифф уже был участником группы в течение короткого времени в 1969 году.
В интервью Стив Джоллифф вспоминал: «Все произошло довольно внезапно. Я написал Эдгару, чтобы поздравить его с проделанной работой, особенно на Rubycon. Он тут же ответил мне, спросив, не хотел бы я вернуться. Позже он приехал в Лондон с Кристофом, мы обменялись некоторыми идеями, а затем договорились встретиться позже с Ричардом Брэнсоном. Я пошел с Эдгаром поболтать с Ричардом — он мне очень понравился. Он показался мне тем, кого можно встретить на автобусной остановке. Мы шутили, сравнивая длину наших бород».
В интервью с Neumusik в 1980 году Эдгар Фрёзе отметил: «Мы столкнулись с огромной проблемой, потому что все в группе хотели делать разные мелодии и вещи. И когда у нас получался хороший трек, все хотели делать разные вещи поверх него. Наконец мы решили, что Стив может петь —  он спел, и это было так ужасно! […] Некоторые части мне нравятся, но с конца марта 1978 года я больше не слушал эту запись, и никогда не буду».
После выпуска альбома и последующего европейского турне Стив Джоллифф снова покинул группу, и Tangerine Dream больше не использовали вокал в своих записях до 1987 года.
Диск занял пятое место по общему объёму продаж среди всех альбомов Tangerine Dream в Великобритании. Он достиг 37-го места в британском чарте и продержался там 4 недели.

## Список композиций
Слова и музыка всех песен — Кристофер Франке, Эдгар Фрёзе, Стив Джоллифф.
| №  | Название                                 | Длительность |
| -- | ---------------------------------------- | ------------ |
| 1. | «Bent Cold Sidewalk»                     | 13:05        |
| 2. | «Rising Runner Missed by Endless Sender» | 5:00         |

| №  | Название            | Длительность |
| -- | ------------------- | ------------ |
| 3. | «Madrigal Meridian» | 20:28        |

## Состав музыкантов
- Эдгар Фрёзе — синтезаторы, меллотрон, муг, электрогитары, акустическая гитара
- Кристофер Франке — муг, секвенсоры, меллотрон, синтезаторы, электронная перкуссия
- Стив Джоллифф[англ.] — вокал, флейты (в т. ч. флейта-пикколо), английский рожок, бас-кларнет, клавинет Hohner, синтезаторы, фортепиано, электрическое фортепиано, Родес-пиано, валторны, Lyricon[англ.]
- Клаус Крюгер — барабаны, перкуссия

## Позиции в хит-парадах
Еженедельные чарты:
| Хит-парад (1978)                 | Высшая позиция | Пребывание в чарте |
| -------------------------------- | -------------- | ------------------ |
| Австралия (Kent Music Report)    | 95             | нет данных         |
| Великобритания (UK Albums Chart) | 37             | 4 недели           |